# کانگل
کانگل (به لاتین: Cunggel) یک کوه در سوئیس است که در کانتون گراوبوندن واقع شده‌است. کانگل ۲٬۴۱۳ متر بالاتر از سطح دریا واقع شده‌است.